# Psilopa girschneri
Psilopa girschneri är en tvåvingeart som beskrevs av Von Roeder 1889. Psilopa girschneri ingår i släktet Psilopa och familjen vattenflugor. Arten är reproducerande i Sverige. Inga underarter finns listade i Catalogue of Life.